# Luigi Moretti (architecte)
Pour les articles homonymes, voir Luigi Moretti.
Luigi Walter Moretti, né le 22 novembre 1906 à Rome et mort le 14 juillet 1973 à Capraia Isola, est un architecte italien du XXe siècle.

## Biographie
Né en 1906 à Rome, sur la colline Esquilin, dans le même appartement où il a vécu presque toute sa vie, Luigi Moretti était le fils naturel de l'architecte Luigi Roland. Sa mère, Maria Giuseppina Moretti, dont il porte le nom de famille, était originaire de Gallo, dans la province de L'Aquila.
Il fréquente d'abord l'école technique, puis le lycée classique et, de 1925 à 1930, l'école royale d'architecture de Rome. Il est diplômé en 1930 avec distinction. 
Entre 1931 et 1934, il a travaillé comme assistant à la chaire d'histoire et styles d'architecture dirigée par Vincenzo Fasolo. En 1931, il est lauréat de la bourse de trois ans pour les études romaines, établie par le gouvernorat de Rome et l'École royale d'architecture: grâce à ce financement, il a pu collaborer avec Corrado Ricci dans l'aménagement des secteurs est et nord des marchés de Trajan.
En 1932, Moretti abandonne sa carrière universitaire et commence à participer à une série de concours pour des projets de construction et d'urbanisme, obtenant le deuxième prix pour les plans d'urbanisme de Vérone, Pérouse et Faenza et pour les maisons populaires de Naples.
Moretti a occupé des postes dans le privé, grâce surtout à ses amitiés avec les représentants fascistes, comme Ettore Muti. En 1941, il se consacre à la restauration de l'église paroissiale de Gallo, pays d'origine de sa mère. Pendant le travail, accueilli par ses oncles maternels, avec lesquels il a toujours entretenu d'excellentes relations. Entre 1942 et 1945, Moretti a disparu de la scène publique pour réapparaître en 1945, arrêté pour ses collaborations avec les fascistes, il a été brièvement enfermé dans la prison de San Vittore.
Il meurt le 14 juillet 1973, en raison d'une insuffisance cardiaque, au cours d'« une promenade en mer au large de Rome ».

## Œuvres

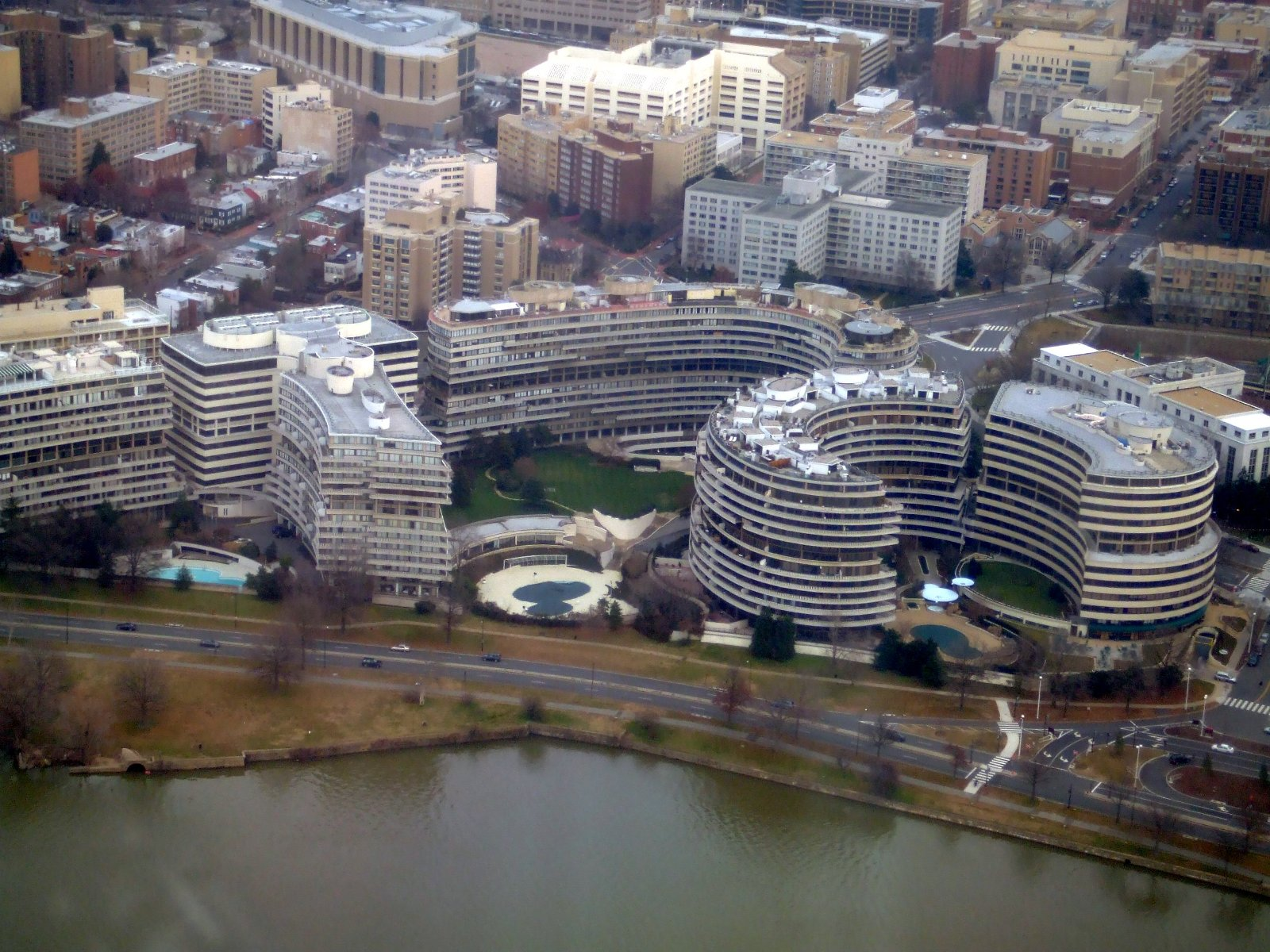
Watergate, siège du Parti démocrate, janvier 2006

- Watergate, Washington, D.C.
- Tour de la Bourse, Montréal
- Hôtel El Aurassi, Alger